# Chinesisch-Deutsche Kooperation (1911–1941)

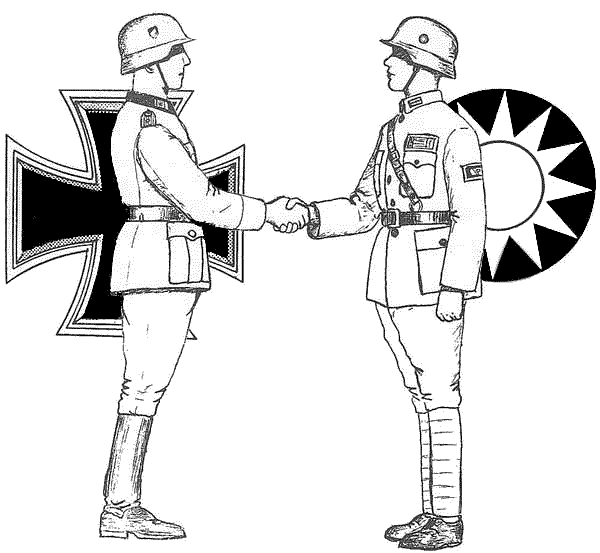
Symbolhafte Darstellung der Militärkooperation

Die chinesisch-deutsche Kooperation spielte in der chinesischen Geschichte des frühen bis mittleren 20. Jahrhunderts eine große Rolle.
Nach dem Ersten Weltkrieg war Deutschland als Kolonialmacht in China ausgeschieden, während andere Staaten (Großbritannien, Frankreich, Japan, die Vereinigten Staaten) weiterhin auf ihren Sonderrechten in China beharrten. In der Folge entwickelten sich die deutsch-chinesischen Beziehungen im Gegensatz zu den Beziehungen Chinas zu anderen Staaten auf der Basis der vollständigen Gleichberechtigung. Sowohl Deutschland als auch die Republik China sahen sich als Benachteiligte einer ungerechten Nachkriegsordnung – die Weimarer Republik wegen der auferlegten Beschränkungen nach dem verlorenen Krieg, und China, weil ihm die internationale Gleichberechtigung verwehrt wurde.
Infolgedessen kam es zu einer Annäherung beider Staaten, die von gegenseitigen Interessen getragen war. Auf der einen Seite stand das chinesische Interesse an der Modernisierung insbesondere des Militärs, aber auch der Wirtschaft und Verwaltung. Hier wurde Deutschland vielfach als Vorbild eines modernen und effizienten Staatswesens gesehen. Auf der anderen Seite stand das deutsche Interesse an chinesischen Rohstoffen und an China als Absatzmarkt für deutsche Industrieprodukte.
Die enge Kooperation seit den 1920er Jahren führte zur Modernisierung der Industrie und des Militärs der Republik China. Ihren Höhepunkt erlebte die Kooperation in den frühen 1930er Jahren. Die in China regierende Kuomintang sah bei allen Unterschieden im zunehmend militärisch erstarkenden NS-Staat, das gewissermaßen die Fesseln des Versailler Vertrages nach und nach abwarf, in gewisser Weise ein Modell, wie auch China durch Konzentration der nationalen Kräfte den äußeren Feinden, insbesondere dem immer aggressiver auftretenden Japan begegnen könne. Auf deutscher Seite war man lange unentschieden, welchen Allianzpartner man in Fernost wählen sollte – China oder Japan. Letztlich entschied sich die deutsche Politik, sehr zum Bedauern der Kuomintang-Regierung, für Japan und die Kooperation mit China wurde ab dem Ausbruch des Japanisch-chinesischen Krieges 1937 offiziell eingestellt. Trotzdem hatte die Kooperation tiefgreifende Auswirkungen auf die Modernisierung Chinas sowie auf dessen Fähigkeit, den japanischen Invasoren im Krieg Widerstand zu leisten.

## Frühe chinesisch-deutsche Beziehungen
Zunächst fand der Handel zwischen China und Deutschland auf dem Landweg durch Sibirien statt und unterlag russischen Transitsteuern. Zur Umgehung entschied Deutschland, den Seeweg zu benutzen. So erreichten 1751 während der Herrschaft der Qing-Dynastie die ersten Handelsschiffe der Emder „Königlich-Preussischen Asiatischen Compagnie“ China. Nach der Niederlage Chinas im Zweiten Opiumkrieg 1861 wurde der Vertrag von Tianjin unterzeichnet. Dieser verpflichtete China zur Öffnung des Reiches für den Handel mit verschiedenen europäischen Staaten, Preußen inbegriffen.
Während des späten 19. Jahrhunderts stand Chinas Außenhandel unter der Vorherrschaft des Britischen Empires. Otto von Bismarck war darum bemüht, dass Deutschland in China Fuß fasse, um die britische Vorherrschaft auszugleichen. 1885 entschied der Reichstag über eine Gesetzesvorlage Bismarcks zur Subvention von Dampfschiffen, die eine direkte Fahrt nach China ermöglichen sollten. Im selben Jahr wurde die erste Erkundungsgruppe aus Bankwesen und Industrie nach China geschickt, um dort Anlagemöglichkeiten zu bewerten. Dies führte 1890 zur Gründung der Deutsch-Asiatischen Bank. Durch diese Maßnahmen lag Deutschland 1896 hinter den Briten auf Platz zwei der Handels- und Schifffahrtsstatistik Chinas.

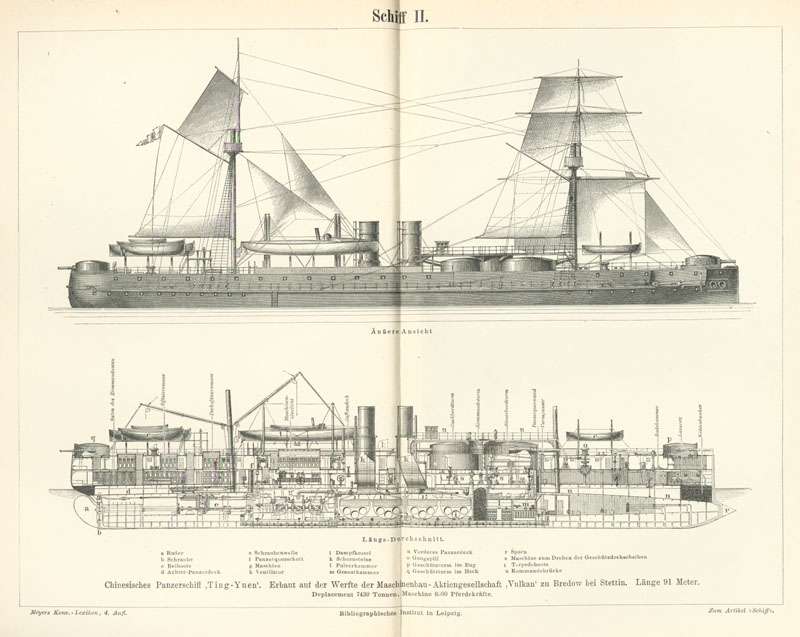
Chinesisches Panzerschiff „Ting-Yuen“

In dieser Zeit verfolgte Deutschland in China keinen aktiven Imperialismus und schien im Gegensatz zu Großbritannien und Frankreich relativ zurückhaltend. Daher sah die chinesische Regierung Deutschland als Partner, der China bei seiner Modernisierung helfen könnte. So kaufte die chinesische Regierung zwei in Deutschland gebaute Schlachtschiffe, die Dingyuan und ihr Schwesterschiff Zhenyuan für seine Marine ein. Nachdem Chinas erste Bemühungen um Modernisierung, gefolgt von der Niederlage im ersten chinesisch-japanischen Krieg, gescheitert waren, bat der Politiker und Militärführer Yuan Shikai um deutsche Hilfe beim Aufbau der „Selbststärkungsarmee“ (chinesisch 自強軍, Pinyin Zìqiáng Jūn) und der Neu geschaffenen Armee (新建陸軍; Xīnjìan Lùjūn). Doch die deutsche Hilfe betraf nicht nur das Militär, sondern auch die Industrie. Zum Beispiel wurde in den späten 1880er Jahren das Unternehmen Krupp von der chinesischen Regierung beauftragt, eine Reihe von Befestigungen um Port Arthur zu errichten.
Unter der Herrschaft Wilhelms II. wurde die China-Politik Deutschlands, die noch unter Bismarck relativ gütig war, vor allem wegen dessen imperialistischer Haltung drastisch geändert. Zum Beispiel wurde Japan nach dem ersten chinesisch-japanischen Krieg mit der Intervention von Shimonoseki dazu gezwungen, seine Konzessionen in Hankou und Tianjin an Deutschland abzutreten. Auch erlangte Deutschland 1897 eine Pacht über 99 Jahre an der Kiautschou-Bucht in Shandong, nachdem Missionare in dieser Region von Chinesen angegriffen worden waren (Juye-Vorfall). Der Boxeraufstand von 1900, der nach Angriffen gegen Ausländer von deutschem Militär blutig niedergeschlagen wurde, war vielleicht der Tiefpunkt der chinesisch-deutschen Beziehungen. Anlässlich der Verabschiedung deutscher Truppen nach China hielt Kaiser Wilhelm II. seine berüchtigte Hunnenrede. Diese brachte den Deutschen in England den Spitznamen „the Huns“ ein, der auch noch im Ersten und Zweiten Weltkrieg als spöttische Bezeichnung für deutsche Soldaten verwendet wurde.
Auch die Entwicklung des chinesischen Rechts wurde in dieser Zeit maßgeblich vom deutschen Recht beeinflusst. Vor dem Fall der Qing-Dynastie begannen chinesische Reformer, ein Bürgerliches Gesetzbuch auszuarbeiten, das größtenteils auf dem deutschen BGB basierte, welches auch schon in Japan übernommen wurde. Obwohl dieser Entwurf nicht vor dem Zusammenbruch der Qing-Dynastie verkündet wurde, war er die Grundlage für das Bürgerliche Gesetzbuch der Republik China, welches 1930 eingeführt wurde. Bis heute gilt es in Taiwan und hat das geltende Recht in Festlandchina beeinflusst.
Dennoch wurden die chinesisch-deutschen Beziehungen in der Zeit vor dem Ersten Weltkrieg weniger intensiv. Ein Grund dafür war die politische Isolation Deutschlands, die sich durch die Anglo-Japanische Allianz von 1902 und die Triple Entente von 1907 immer deutlicher abzeichnete. Daher schlug Deutschland 1907 ein deutsch-chinesisch-amerikanisches Abkommen vor, welches aber nie umgesetzt wurde. 1909 wurde in Tsingtao die Deutsch-Chinesische Hochschule gegründet, in der Sun Yat-sen bei seinem Besuch 1912 Deutschland als Modell für das neue China lobte. 1912 bot Deutschland der chinesischen Regierung ein Darlehen von sechs Millionen Reichsmark an und nahm die Rechte zum Bau der chinesischen Eisenbahn in Shandong wieder auf. Als 1914 der Erste Weltkrieg in Europa ausbrach, bot Deutschland China die Rückgabe der Kiautschou-Bucht an, um zu verhindern, dass die Konzessionen an Japan fielen. Trotzdem trat Japan auf Seiten der Alliierten in den Krieg ein und setzte den Angriff auf deutsche Konzessionen in China fort. Japan nahm die Kiautschou-Bucht und Tsingtao ein. Während des Krieges nahm Deutschland keine aktive Rolle im fernen Osten ein und unternahm auch keine Initiative zu bedeutenden Aktionen, da man sich auf den Krieg in Europa konzentrierte. Militärmissionen – wie die beabsichtigte Bahnsprengung durch den Militärattaché in Peking, Werner Rabe von Pappenheim – wurden möglichst geheim gehalten und blieben die Ausnahme.
Am 14. August 1917 erklärte China Deutschland den Krieg und gewann die deutschen Konzessionen in Hankou und Tianjin. Nach der Niederlage Deutschlands sollte China weitere deutsche Einflussgebiete zurückerhalten. Mit dem Vertrag von Versailles, den China sich zu unterschreiben weigerte, gingen diese Konzessionen jedoch an Japan. Das Gefühl des Verrats durch die Alliierten entzündete die nationalistische Bewegung des vierten Mai. Stattdessen schlossen das Deutsche Reich und China erst am 20. Mai 1921 den deutsch-chinesischen Vertrag zur Wiederherstellung des Friedenszustandes. Im Ergebnis versetzte der Erste Weltkrieg den chinesisch-deutschen Beziehungen einen ernsten Schlag, insbesondere dem Handel. Zum Beispiel hatten von den fast 300 1913 in China ansässigen deutschen Unternehmen schon 1919 nur noch zwei Unternehmen dort Standorte.

## Chinesisch-deutsche Kooperation in den 1920er Jahren

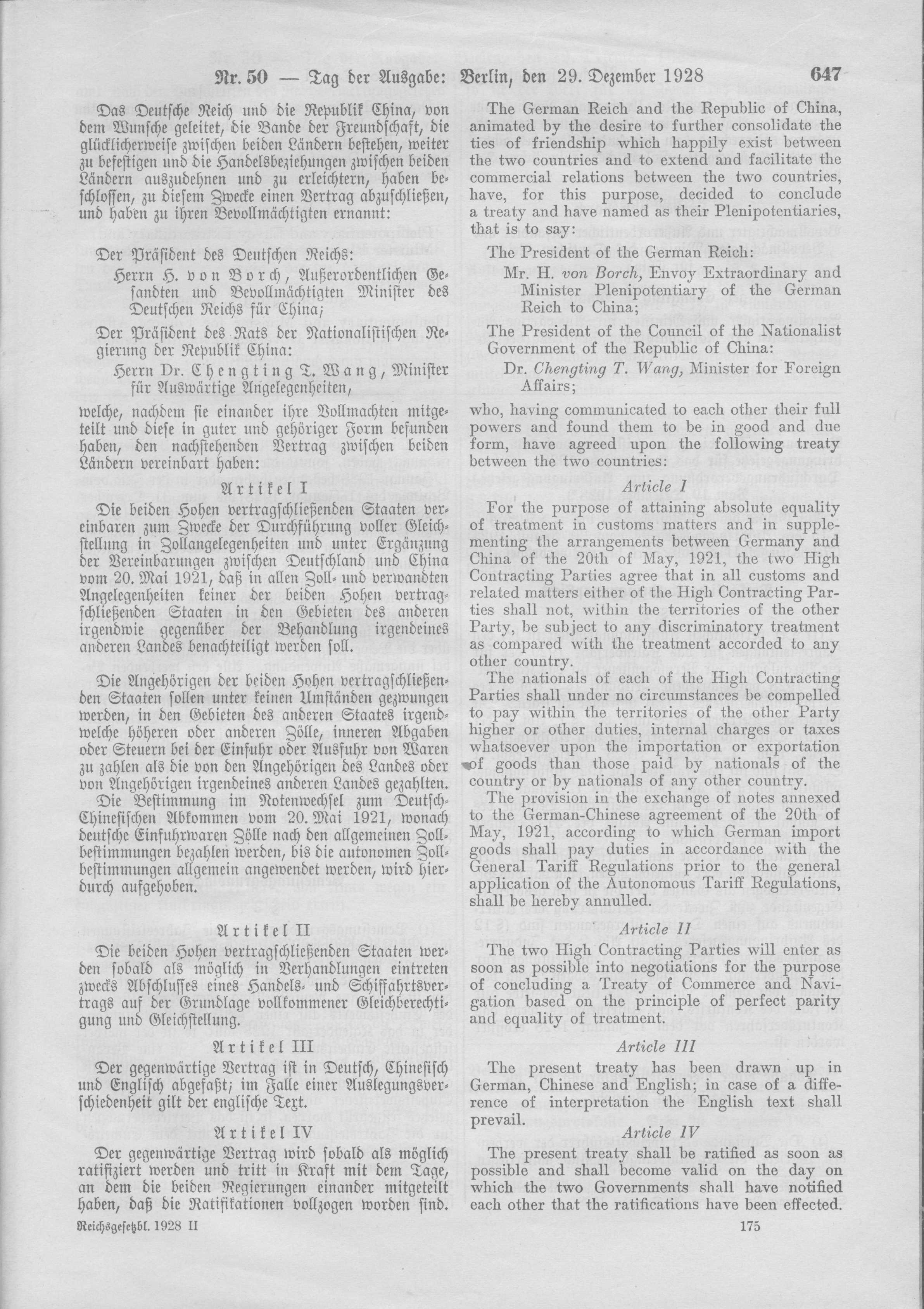
Handelsabkommen zwischen dem Deutschen Reiche und der Republik China (1928)

Durch den Versailler Vertrag wurde die deutsche Industrieproduktion stark eingeschränkt. Die Reichswehr wurde auf 100.000 Mann begrenzt, und auch die Militärproduktion wurde außerordentlich eingeschränkt. Dennoch beschnitt der Vertrag nicht Deutschlands Führungsposition in Sachen Militärentwicklung. Viele Unternehmen hielten daran fest, weiterhin Militärausrüstung zu erforschen und zu produzieren. Um weiterhin legal Waffen produzieren und verkaufen zu können und die Beschränkungen des Vertrages zu umgehen, schlossen diese Unternehmen Partnerschaften mit anderen Nationen, wie der Sowjetunion und Argentinien.
Nach dem Tod von Yuan Shikai 1916 brach in China die zentrale Beiyang-Regierung zusammen, und ein Bürgerkrieg, in dem verschiedene Warlords um die Vorherrschaft kämpften, brach aus. Daher begannen viele deutsche Waffenproduzenten damit, zu versuchen, die gewerblichen Verbindungen mit China wieder aufzubauen, um auf dessen breiten Markt für Waffen Fuß zu fassen.
Auch die Kuomintang-Regierung in Guangzhou strebte nach deutscher Unterstützung, und Chu Chia-hua (朱家驊; Zhū Jiāhuá), der in Deutschland studiert hatte, trat hervor. Er war von 1926 bis 1944 bei der Organisation fast jedes chinesisch-deutschen Kontaktes maßgeblich beteiligt. Neben dem deutschen technologischen Fortschritt gab es weitere Gründe, die Deutschland wieder eine Führungsposition in der chinesischen Außenpolitik einbrachten. Zunächst hatte Deutschland einschließlich der folgenden Kolonialbewegung, nach dem Verlust sämtlicher Kolonien durch den Ersten Weltkrieg, keinerlei imperialistische Interessen mehr in China. Dort waren die fremdenfeindlichen Proteste von 1925 bis 1926 hauptsächlich gegen Großbritannien gerichtet. Zusätzlich hatte Deutschland, anders als die Sowjetunion, die bei der Reorganisation der Kuomintang-Partei und der Öffnung dieser für Kommunisten half, keine politischen Interessen in China, die zur Konfrontation mit der Zentralregierung hätten führen können. Weiterhin sah Chiang Kai-shek die deutsche Geschichte als nachahmenswert an, vor allem in der Hinsicht, dass die Vereinigung des Deutschen Reiches nach Chiangs Ansicht lehrreich für die Einigung Chinas sein könnte. Folglich wurde Deutschland als Hauptkraft für Chinas internationale Entwicklung angesehen.
1926 lud Chu Chia-hua Max Bauer nach China ein, um die dortigen Anlagemöglichkeiten zu erkunden. Im folgenden Jahr traf Bauer in Guangzhou ein, und ihm wurde ein Posten als Chiang Kai-sheks Berater angeboten. Bauer kehrte 1928 nach Deutschland zurück, um dort geeignete industrielle Kontakte für Chinas „Wiederaufbau“ zu knüpfen. Er begann mit der Anwerbung für eine dauerhafte beratende Vertretung bei Chiang Kai-shek in Nanking. Aber Bauer war nicht gänzlich erfolgreich, da viele deutsche Unternehmen wegen der instabilen politischen Lage in China zögerten. Auch war Bauer wegen seiner Beteiligung am Kapp-Putsch von 1920 in Deutschland nicht gerade angesehen. Hinzu kam, dass Deutschland durch den Versailler Vertrag weiterhin eingeschränkt war, was direkte Investitionen in das Militär unmöglich machte. Max Bauer starb sieben Monate nach seiner Rückkehr nach China an den Pocken und wurde in Shanghai begraben. Dennoch hat Bauers kurze Zeit in China den Grundstein für die spätere chinesisch-deutsche Kooperation gelegt, da er der Kuomintang-Regierung zur Modernisierung von Industrie und Militär geraten hat. Er sprach sich für eine Verkleinerung der chinesischen Armee aus, um eine zwar kleine, aber umso besser ausgebildete Truppe zu formen. Auch unterstützte er die Öffnung des chinesischen Marktes, um die deutsche Produktion und den deutschen Export voranzutreiben.

## Chinesisch-deutsche Kooperation in den 1930er Jahren
Dennoch wurde der chinesisch-deutsche Handel zwischen 1930 und 1932 wegen der Weltwirtschaftskrise abgeschwächt. Des Weiteren konnte die Industrialisierung in China nicht so schnell voranschreiten wie möglich. Das lag an einem Interessenkonflikt zwischen verschiedenen chinesischen Wiederaufbauunternehmen, deutschen Import-Export-Unternehmern sowie der Reichswehr, die allesamt von Chinas Fortschritt profitieren wollten. Bis zum Mukden-Zwischenfall 1931, durch den die Mandschurei von Japan annektiert wurde, konnte die Entwicklung nicht weiter vorangetrieben werden. Dieser Zwischenfall hat in China die Notwendigkeit einer Industriepolitik deutlich gemacht, die darauf abzielt, Militär und Industrie darauf auszurichten, Japan Widerstand zu leisten. Dies führte dazu, dass die Errichtung einer zentral geplanten nationalen Verteidigungswirtschaft von nun an vorangetrieben wurde. Dadurch wurde einerseits die Herrschaft Chiangs über das nominell vereinigte China gestärkt, andererseits wurden dadurch die Anstrengungen zur Industrialisierung erhöht.

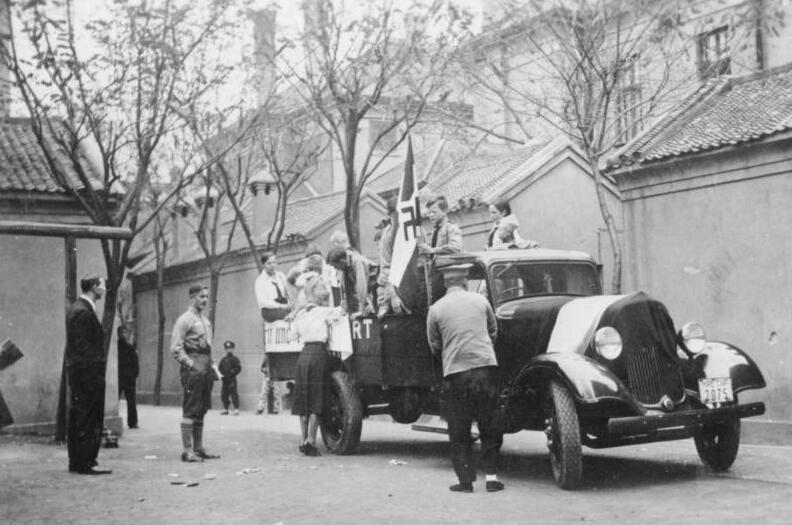
Die Hitlerjugend sammelt in Tianjin für das Winterhilfswerk, 1934

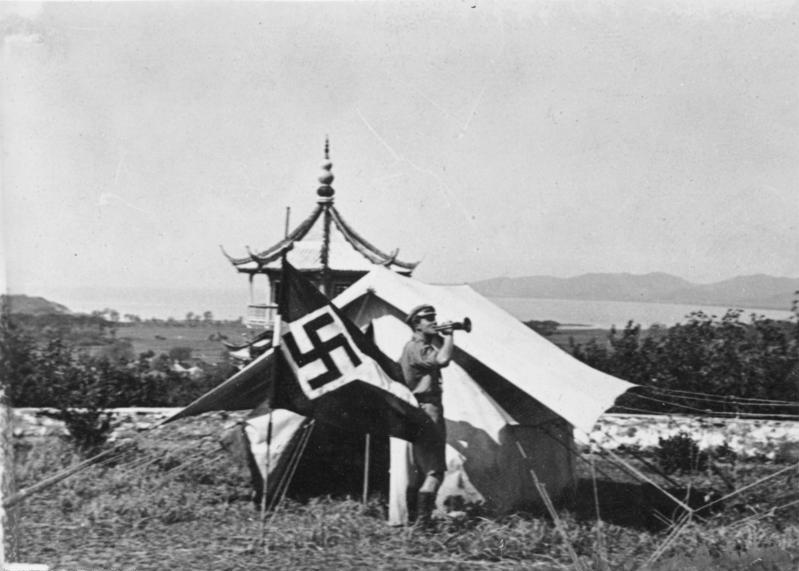
Hitlerjugend in China, 1935

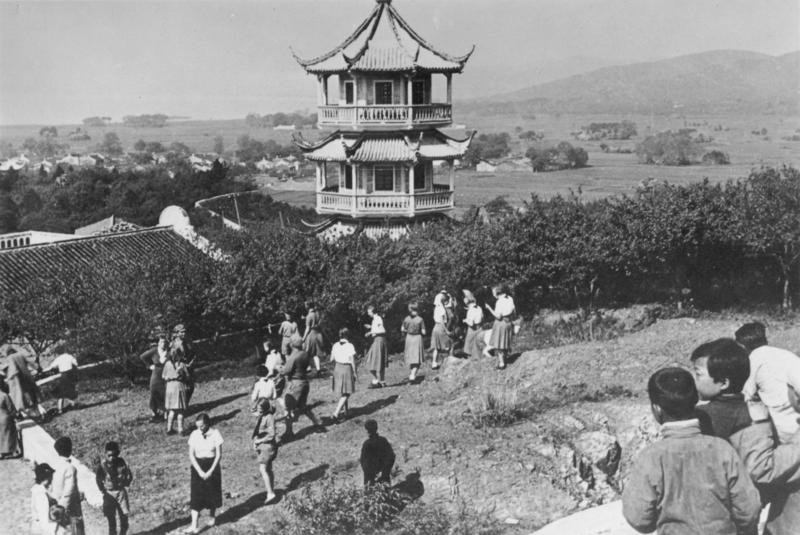
Jungmädel und BDM-Mädchen beim Suchen von Ostereiern in Wuxi, 1934

Durch die „Machtergreifung“ der NSDAP 1933 wurde die Bildung einer konkreten deutschen China-Politik weiter beschleunigt. Davor war die deutsche Politik gegenüber China widersprüchlich: So vertraten die Außenminister der Weimarer Republik immer eine neutrale Ostasienpolitik und hielten Reichswehr und Industrie davon ab, sich zu sehr in die chinesische Regierung einzumischen. Auch die Import-Export-Unternehmen vertraten aus Angst davor, durch direkte Regierungsabkommen würde man sie von ihrer gewinnträchtigen Position als Mittelsmänner abbringen, diese Ansicht. Die Nazi-Regierung betrieb nun eine Politik der Kriegswirtschaft, die sämtliche Rohstoffvorräte forderte, die China liefern konnte. Insbesondere die militärisch bedeutsamen Rohstoffe wie Wolfram und Antimon wurden in Massen verlangt. Daher wurden von nun an Rohstoffe der Hauptantrieb der deutschen China-Politik.
1933 wurde Hans von Seeckt, der im Mai dieses Jahres nach Shanghai gekommen war, oberster Berater für chinesische Übersee-Wirtschaft und Militärentwicklung in Bezug auf Deutschland. Im Juni 1933 veröffentlichte er die Denkschrift für Marschall Chiang Kai-shek über sein Programm zur Industrialisierung und Militarisierung Chinas. Er forderte eine kleine, mobile und gut ausgerüstete, anstatt einer großen, aber untertrainierten Armee. Dazu sollte ein Rahmen geschaffen werden, in dem die Armee die Stütze der Regierung ist, ihre Schlagkraft auf qualitativer Überlegenheit beruht und sich diese Überlegenheit aus der Qualität des Offizierskorps ableitet.
Von Seeckt schlug eine einheitliche Ausbildung der Armee unter Chiangs Kommando vor. Dazu sollte als Vorbild für andere Einheiten ein Lehrbataillon aufgestellt werden, um eine professionelle und kompetente Armee mit einem strikt militärischen Offizierskorps zu bilden, die von einer zentralen Behörde gesteuert wird.

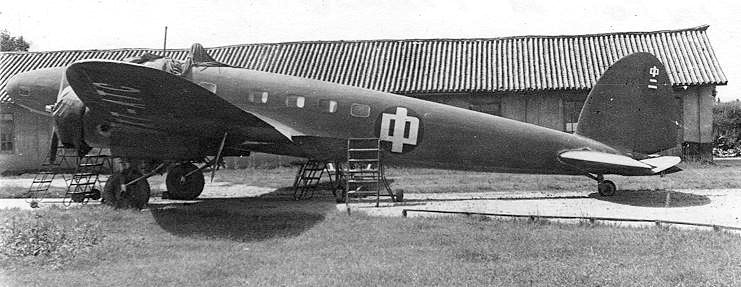
Diese Heinkel 111A, eine von 11, die das chinesische Luftfahrtministerium kaufte, stand später im Dienst der CNAC

Zusätzlich müsste China mit deutscher Hilfe eine eigene Verteidigungsindustrie aufbauen, da es sich nicht ewig darauf verlassen könne, Waffen im Ausland zu kaufen. Der erste Schritt zu einer effizienten Industrialisierung war die Zentralisierung – nicht nur die der chinesischen Wiederaufbau-Unternehmen, sondern auch die der deutschen Unternehmen. So wurde im Januar 1934 die Handelsgesellschaft für industrielle Produkte (kurz: Hapro) gegründet, um die industriellen Interessen Deutschlands in China zu bündeln. Hapro war nominell ein privates Unternehmen, durch welches eine Einflussnahme anderer Länder vermieden werden sollte. Im August 1934 wurde ein Vertrag über den Austausch von chinesischen Rohstoffen und landwirtschaftlichen Erzeugnissen gegen deutsche Industrieprodukte unterzeichnet. Demnach sollte die chinesische Regierung strategisch wichtige Rohstoffe im Austausch gegen deutsche Industrieprodukte und Technologien liefern. Dieses Tauschgeschäft war außerordentlich nützlich für die chinesisch-deutsche Kooperation, denn China hatte wegen der hohen Militärausgaben in der Bürgerkriegszeit ein sehr hohes Budgetdefizit und konnte daher keine Darlehen der internationalen Gemeinschaft aufnehmen. Der Vertrag stellte auch klar, dass Deutschland und China gleichwertige Partner und für diesen Tausch gleichermaßen wichtig seien. Nachdem er diesen Meilenstein in der chinesisch-deutschen Kooperation auf den Weg gebracht hatte, übergab von Seeckt seinen Posten an General Alexander von Falkenhausen und kehrte im März 1935 nach Deutschland zurück, wo er 1936 starb.

## Industrialisierung Chinas

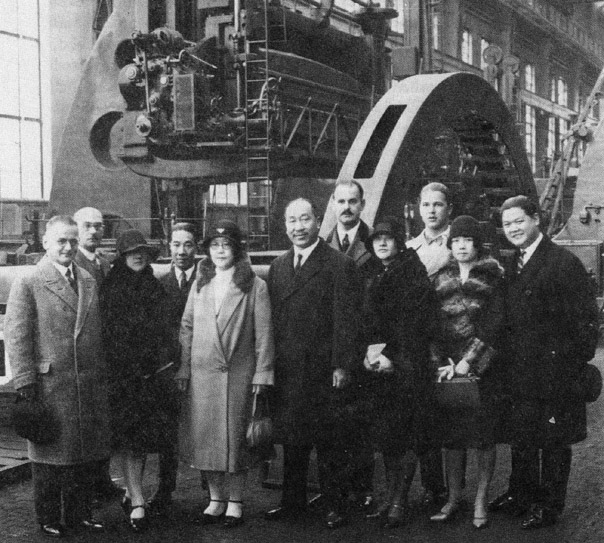
Der chinesische Minister Chiang Tso-pin und seine Begleiter besuchen 1928 das deutsche AEG-Werk

1936 hatte China nur ungefähr 16.000 km Eisenbahnschienen, weit weniger als die über 150.000 km, die Sun Yat-sen für seine Vorstellung eines modernisierten China vorgesehen hatte. Dazu lag die Hälfte dieser Strecken in der Mandschurei, die bereits an Japan verloren war und daher nicht mehr unter der Kontrolle der Kuomintang stand. Der langsame Fortschritt der Modernisierung des chinesischen Transportsystems beruhte auf dem Konflikt ausländischer Interessen in China. Als Beispiel sind hier die Interessen des Vier-Mächte-Konsortiums von 1920, bestehend aus Großbritannien, Frankreich, den USA und Japan, am Bankwesen zu nennen. Dieses Konsortium hatte das Ziel, ausländische Investitionen in China zu regulieren. Das Abkommen sah vor, dass einer der vier Staaten der chinesischen Regierung nur einen Kredit gewähren konnte, wenn eine einstimmige Genehmigung gegeben wurde. Zusätzlich zögerten andere Staaten wegen der Weltwirtschaftskrise damit, Geldmittel bereitzustellen.
Trotzdem konnte der Aufbau der Eisenbahn in China durch chinesisch-deutsche Abkommen in den Jahren 1934 und 1936 stark beschleunigt werden. Wichtige Strecken wurden zwischen Nanchang, Zhejiang und Guizhou errichtet. Diese Entwicklung wurde auch dadurch möglich, dass Deutschland für den Export von Rohstoffen ein effizientes Transportsystem brauchte. Außerdem halfen diese Eisenbahnlinien der chinesischen Regierung dabei, ein industrielles Zentrum südlich des Jangtse aufzubauen. Schließlich diente die Eisenbahn dazu, militärische Funktionen zu erfüllen. Zum Beispiel wurde die Linie Hangzhou-Guiyang gebaut, um militärische Transporte im Jangtse-Delta zu unterstützen, auch nachdem Shanghai und Nanking verloren waren. Auf ähnliche Weise wurde die Linie Guangzhou-Hankou für Transporte zwischen der Ostküste und der Gegend um Wuhan genutzt. Der Wert der Eisenbahn würde zu Beginn des zweiten Japanisch-Chinesischen Krieges deutlich werden.
Das wichtigste industrielle Projekt der chinesisch-deutschen Kooperation war der Drei-Jahres-Plan von 1936, der zusammen von der nationalen Rohstoffkommission der chinesischen Regierung und der Hapro (siehe oben) durchgeführt wurde. Zweck dieses Planes war es, die chinesische Industrie fürs Erste soweit aufzubauen, dass China einem japanischen Angriff standhalten konnte, und auf die Dauer ein Zentrum für die zukünftige industrielle Entwicklung Chinas zu errichten. Einige grundlegende Bestandteile des Plans waren die Monopolisierung aller Betriebe, die mit Wolfram und Antimon zu tun hatten, die Errichtung zentraler Stahl- und Maschinenfabriken in Provinzen wie Hubei, Hunan und Sichuan und die Entwicklung von Kraftwerken und anderen Chemiefabriken. Wie in dem Tauschabkommen von 1934 grundlegend vereinbart, würde China dafür, dass Deutschland die benötigte Sachkenntnis und Ausrüstung bereitstellt, Rohstoffe liefern. Ein Überlauf an Kosten auf deutscher Seite wurde dadurch gelindert, dass der Preis für Wolfram sich im Zeitraum von 1932 bis 1936 mehr als verdoppelte. Der Drei-Jahres-Plan erschuf eine Klasse hochgebildeter Technokraten, die dazu ausgebildet waren, die staatlichen Projekte zu leiten. Zwar machte der Plan viele Versprechungen, viele seiner Leistungen wurden jedoch letzten Endes durch den Ausbruch des Krieges gegen Japan 1937 untergraben.

## Aufrüstung Chinas
Für die militärische Ausbildung, die auch Teil des Handels war, war größtenteils Alexander von Falkenhausen verantwortlich. Zwar forderten die Pläne von Hans von Seeckt eine drastische Reduzierung des Militärs auf 60, gut nach deutschen Militärdoktrinen ausgebildete Divisionen, aber die Frage, an welcher Stelle eingespart werden sollte, blieb offen. Das gesamte Offizierskorps, das bis 1927 in der Whampoa-Militärakademie ausgebildet wurde, war qualitativ zwar nur wenig besser als die Führer der Warlord-Armeen, blieb aber für Chiang Kai-shek wegen seiner bloßen Loyalität von hohem Wert. Dennoch wurden ungefähr 80.000 Soldaten in acht Divisionen nach deutschen Standards ausgebildet. Diese stellten die Elite der chinesischen Armee dar. Diese neuen Divisionen könnten dazu beigetragen haben, dass Chiang beschloss, die Gefechte an der Marco-Polo-Brücke zu einem Krieg eskalieren zu lassen. Dennoch war China noch nicht dazu bereit, sich Japan entgegenzustellen. Daher kostete Chiangs Entscheidung, alle neuen Divisionen in die Schlacht um Shanghai zu schicken, zwei Drittel seiner besten Truppen, die jahrelang trainiert worden waren. Dies tat er entgegen allen Einwänden seiner Stabsoffiziere und entgegen dem Rat von Falkenhausens, die ihm vorschlugen, die Kampfkraft zu bewahren, um die Ordnung aufrechtzuerhalten und später zu kämpfen.
Von Falkenhausen empfahl Chiang, gegen Japan eine Zermürbungstaktik zu verfolgen, da er dachte, Japan könnte niemals einen langfristigen Krieg gewinnen. Er schlug vor, man solle die Front am Gelben Fluss halten und erst im weiteren Verlauf des Krieges nach Norden vorstoßen. Auch sollte Chiang darauf vorbereitet sein, einige nördliche Regionen Chinas, inklusive Shandong aufzugeben. Der Rückzug sollte jedoch langsam ablaufen, so dass die Japaner nur unter schweren Verlusten vorrücken könnten. Er empfahl auch den Bau von Befestigungen in der Nähe von Bergbaugebieten, der Küste, Flüssen usw. Weiterhin riet er den Chinesen, Guerilla-Operationen hinter den japanischen Linien durchzuführen. Dieses sollte dazu beitragen, die militärisch erfahreneren Japaner zu schwächen.
Auch vertrat von Falkenhausen die Auffassung, es sei zu optimistisch zu erwarten, dass der chinesischen Armee im Krieg gegen Japan Panzer und schwere Artillerie zur Verfügung stehen würden. Die chinesische Industrie war gerade erst am Anfang der Modernisierung, und es würde eine Weile dauern, bis die Armee ähnlich wie die Wehrmacht ausgestattet wäre. Dennoch betonte er den Aufbau von mobilen Truppen, die sich auf die Verwendung von Handfeuerwaffen und Infiltrationstaktiken stützten sollten.
Deutsche Hilfe auf militärischem Gebiet beschränkte sich jedoch nicht auf die Ausbildung und Umorganisation. Sie bezog auch militärische Ausrüstung ein. Nach von Seeckt waren rund 80 Prozent des chinesischen Ausstoßes an Waffen unter dem Nennwert oder ungeeignet für die moderne Kriegsführung. Daher wurden Projekte begonnen, um bestehende Fabriken entlang des Yangtse nachzurüsten und auszubauen und um neue Waffen- und Munitionsfabriken zu errichten. Zum Beispiel wurde die Waffenfabrik in Hanyang von 1935 bis 1936 umgebaut, um den Standards zu entsprechen. Dort sollten nun Maxim-Maschinengewehre, verschiedene 82mm Grabenmörser und das Chiang Kai-shek Gewehr (中正式; Zhōngzhèng Shì), das auf dem deutschen Karabiner 98k basierte, hergestellt werden. Zusammen mit dem Hanyang 88 bildete dieses Gewehr die vorherrschende Waffe der chinesischen Armee während des Krieges. Eine weitere Fabrik wurde anhand von Plänen für eine Fabrik zur Senfgasproduktion, deren Konstruktion abgebrochen wurde, gebaut, um Gasmasken herzustellen. Im Mai 1938 wurden weitere Fabriken in Hunan zur Produktion von 20mm, 37mm und 75mm Artillerie errichtet. Eine Fabrik zur Herstellung von optischer Ausrüstung wie Ferngläsern zu Zielfernrohren wurde gegen Ende 1936 in Nanking gebaut. Zusätzliche Fabriken wurden errichtet oder ausgebaut, um andere Waffen oder Geschütze herzustellen, wie zum Beispiel das MG 34, Gebirgsgeschütze verschiedener Kaliber und sogar Ersatzteile für die leichten Panzerspähwagen der chinesischen Armee. Auch wurden einige Forschungsinstitute unter deutscher Schutzherrschaft errichtet. Dazu gehörten unter anderem das „Büro für Geschütze und Waffen“ oder das Chemische Forschungsinstitut unter Aufsicht der I.G. Farben. Viele dieser Institute wurden von aus Deutschland heimkehrenden chinesischen Ingenieuren geleitet. 1935 und 1936 bestellte China insgesamt 315.000 Stahlhelme sowie große Zahlen an Gewehren von Mauser. China importierte zusätzlich eine kleine Anzahl an Flugzeugen der Unternehmen Junkers, Heinkel und Messerschmitt, von denen manche erst in China zusammengebaut wurden, Haubitzen von Krupp und Rheinmetall, Panzerabwehrkanonen und Gebirgsgeschütze wie die PaK 37mm, sowie Panzerfahrzeuge wie den Panzer I.
Diese Maßnahmen zur Modernisierung bewiesen ihren Nutzen mit dem Ausbruch des  zweiten Japanisch-Chinesischen Krieges. Obwohl die Japaner schließlich die Hauptstadt der Nationalisten, Nanjing, einnehmen konnten, dauerte dieses mehrere Monate und war mit weit größeren Kosten verbunden, als beide Seiten geahnt hatten. Trotz dieses Verlustes stärkte die Tatsache, dass chinesische Truppen die Japaner glaubhaft herausfordern konnten, die Moral der Chinesen ungemein. Zusätzlich drangen die Japaner aufgrund der hohen Kosten dieser Kampagne nur zögerlich weiter in chinesisches Inland vor, was der nationalistischen Regierung erlaubte, die politische und industrielle Infrastruktur nach Sichuan zu verlagern.

## Ende der chinesisch-deutschen Kooperation
Der Ausbruch des zweiten Japanisch-Chinesischen Krieges am 7. Juli 1937 machte einen Großteil des Fortschrittes und der Versprechungen der fast 10-jährigen intensiven chinesisch-deutschen Kooperation zunichte. Neben der Zerstörung von Industriebetrieben war die Außenpolitik von Adolf Hitler am nachteiligsten für die deutsch-chinesischen Beziehungen. Im Grundsatz wählte Hitler das Kaiserreich Japan als Verbündeten gegen die Sowjetunion, da Japan für diesen Zweck bessere militärische Kapazitäten hatte. Diese Lage verschlechterte sich noch durch den Nichtangriffspakt zwischen China und der Sowjetunion vom 21. August 1937, und trotz heftiger Proteste der chinesischen Lobby und der deutschen Investoren war Hitler von seiner Haltung nicht abzubringen. Dennoch durfte die Harpo bereits getätigte chinesische Bestellungen liefern, allerdings wurden keine weiteren Bestellungen aus Nanking angenommen.
Der deutsche Botschafter in Japan Herbert von Dirksen berichtet, dass die Japaner den Krieg mit China als den „Deutschen Krieg“ bezeichneten, da deutsche „Kriegsgewinnler“ Frachtschiffe mit Kriegsmaterial für die chinesische Armee nach Hongkong schickten und die deutsche Militärmission angeblich aktiv am „Schießkrieg“ beteiligt war.
Es gab auch Pläne für einen von Deutschland vermittelten Frieden zwischen Japan und China. Mit dem Fall von Nanking im Dezember 1937 wurden jedoch sämtliche Kompromisse für die chinesische Regierung inakzeptabel. Die deutschen Vermittlungspläne wurden daher aufgegeben. Anfang 1938 erkannte Deutschland Mandschukuo als unabhängigen Staat an. Im April dieses Jahres verbot Hermann Göring sämtliche Lieferungen von Kriegsmaterial an China, und im Mai wurden sämtliche deutschen Berater auf Druck Japans nach Deutschland zurückgerufen.
Dieser Wechsel von einer pro-chinesischen Politik zu einer pro-japanischen schadete auch den deutschen wirtschaftlichen Interessen, denn weder mit Japan noch mit Mandschukuo fand so viel Handel statt wie mit China. Eine pro-chinesische Haltung war auch bei den meisten in China lebenden Deutschen offensichtlich. So brachten Deutsche in Hankou mehr Spenden für das Rote Kreuz auf als alle Chinesen und sonstige Ausländer zusammen. Auch wollten Militärberater Anerkennung für ihre Verträge mit der chinesischen Regierung. Von Falkenhausen wurde schließlich gezwungen, China bis Ende Juni 1938 zu verlassen. Er versprach Chiang jedoch, er würde niemals seine Arbeit in China offenlegen, um den Japanern zu helfen.
Die deutsche Regierung proklamierte Japan zum Bollwerk gegen den Kommunismus in China.

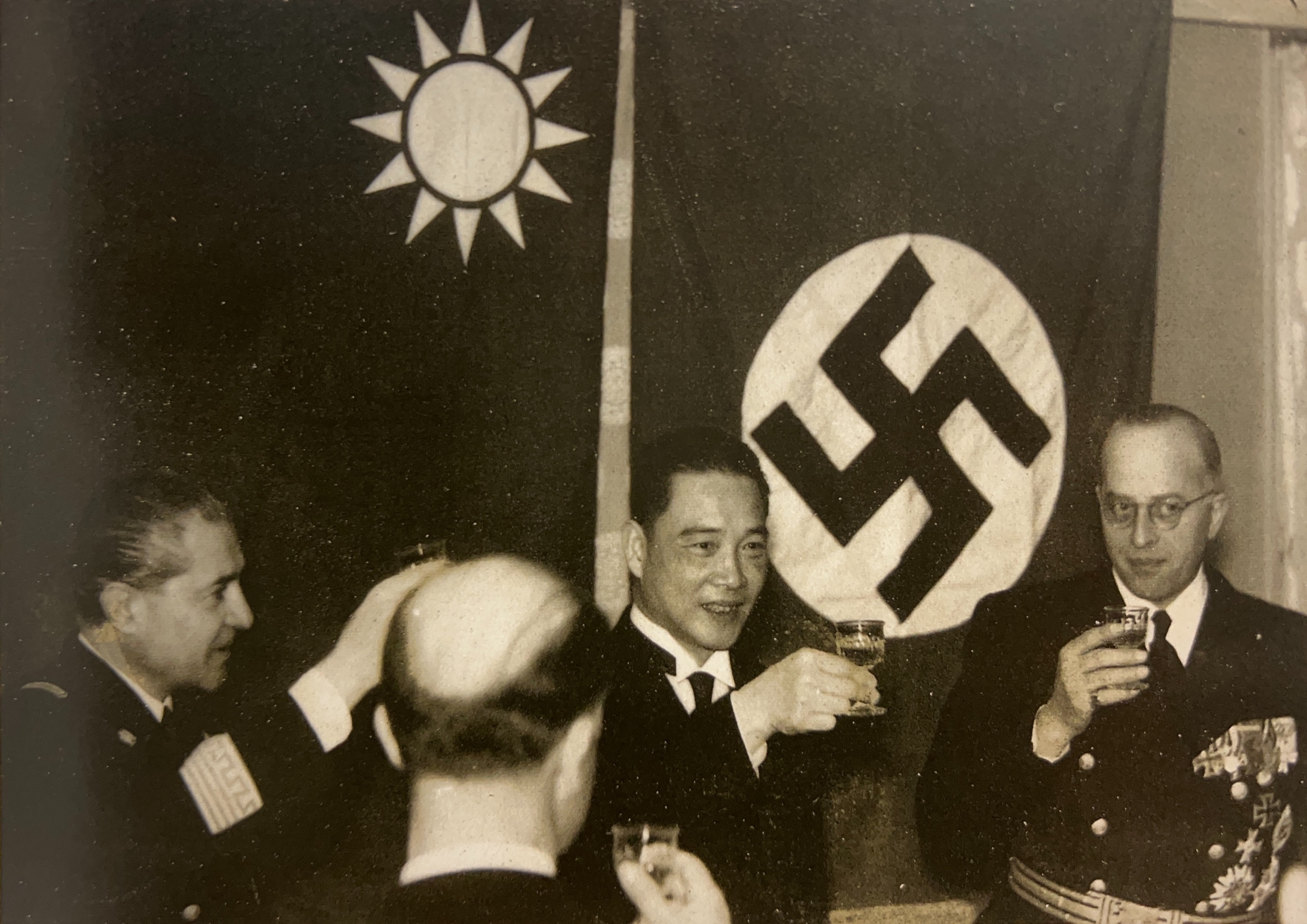
Wang Jingwei von der Marionettenregierung und der deutsche Botschafter Heinrich Georg Stahmer (1941)

Dennoch sollten sich Deutschlands neue Beziehungen mit Japan als unfruchtbar erweisen. Japan genoss eine Monopolstellung in Nordchina und Mandschukuo, und viele ausländische Unternehmen wurden beschlagnahmt. Die deutschen Interessen wurden dabei genauso wenig beachtet wie die anderer Nationen. Während die Verhandlungen zur Lösung dieser wirtschaftlichen Probleme gegen Mitte 1939 noch andauerten, schloss Hitler den Deutsch-sowjetischen Nichtangriffspakt mit der Sowjetunion. Dadurch wurde der deutsch-japanische Antikomintern-Pakt von 1936 entkräftet und die Verhandlungen abgebrochen. Zwar erlaubte die Sowjetunion Deutschland, die transsibirische Eisenbahn für Transporte von Mandschukuo nach Deutschland zu nutzen, dennoch blieben die transportierten Mengen gering, und der Mangel an Verbindungen zwischen Deutschland, der Sowjetunion und Japan verstärkte dieses Problem noch. Mit dem deutschen Angriff auf die Sowjetunion 1941 endeten die wirtschaftlichen Betätigungen Deutschlands in Asien.
Der Kontakt zwischen Deutschland und China blieb bis 1941 bestehen und beide Seiten wünschten, die Kooperation wieder aufzunehmen, da das deutsch-japanische Bündnis nicht sehr nützlich war. Jedoch unterzeichnete Deutschland gegen Ende 1940 den Dreimächtepakt mit Japan und Italien. Im Juli 1941 erkannte Hitler offiziell die „Neuorganisierte Regierung der Republik China“ unter Wang Jingwei in Nanking an, was alle Hoffnungen auf Kontakt zur chinesischen Regierung unter Chiang, die nach Chongqing verlegt worden war, zunichtemachte. Wangs Nanking-Regierung trat 1941 auch dem Antikominternpakt bei. Nach dem Angriff auf Pearl Harbor trat Chiangs Chongqing-China stattdessen formal den Alliierten bei und erklärte Deutschland am 9. Dezember 1941 den Krieg.

## Fazit

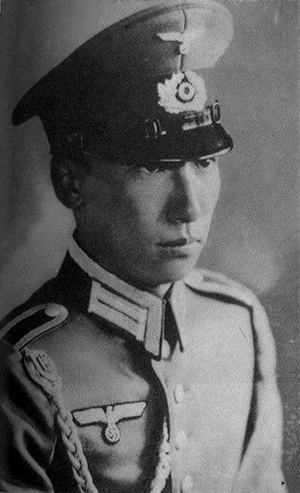
Chiang Wei-kuo, Sohn von Chiang Kai-shek, durchlief eine militärische Ausbildung in Deutschland

Die chinesisch-deutsche Kooperation der 1930er Jahre war die vielleicht ehrgeizigste und erfolgreichste Ausprägung von Sun Yat-sens Ideal einer „internationalen Entwicklung“ zur Modernisierung Chinas. Deutschlands Verlust an Territorium in China nach dem Ersten Weltkrieg, sein Bedürfnis nach Rohstoffen und seine Nichteinmischung in die chinesische Politik erhöhten das Tempo und die Produktivität der Kooperation mit China. Denn beide Länder konnten auf der Basis von Gleichheit und wirtschaftlicher Stabilität und ohne imperialistische Untertöne, wie bei anderen ausländischen Mächten, zusammenarbeiten. Auch Chinas dringendes Bedürfnis nach industrieller Entwicklung, um eine eventuelle Krise mit Japan zu bekämpfen, beschleunigte diesen Vorgang. Des Weiteren spornte die Hochachtung für den deutschen Wiederaufstieg nach der Niederlage im Ersten Weltkrieg und Deutschlands faschistische und militaristische Ideologie die Führungsetage Chinas dazu an, den Faschismus als schnelle Lösung für Chinas fortlaufende Uneinigkeit und politische Konfusion zu benutzen. Zusammenfassend hatte die chinesisch-deutsche Kooperation, obwohl sie nur von kurzer Dauer war und viele ihrer Resultate im Krieg gegen Japan, auf den China nur im entferntesten vorbereitet war, zerstört wurden, einige nachhaltige Effekte auf Chinas Modernisierung. Nach der Niederlage der Kuomintang im Chinesischen Bürgerkrieg zog die nationalistische Regierung nach Taiwan um. Viele Regierungsangehörige und Offiziere der Republik China auf Taiwan wurden in Deutschland als Forschungspersonal oder Offiziere ausgebildet, wie auch Chiang Wei-kuo, der Sohn von Chiang Kai-shek. Ein Teil der schnellen Industrialisierung Taiwans nach dem Krieg kann auf die Pläne und Ziele des Drei-Jahres-Planes von 1936 zurückgeführt werden.